# باشگاه فوتبال سئول ئی-لند
باشگاه فوتبال سئول ئی-لند(به کره‌ای: 서울 이랜드 FC) یک باشگاه فوتبال در شهر سئول در کشور کره جنوبی می‌باشد که در کی لیگ چلنج بازی می‌کند.